# Chiesa di San Bartolomeo (Villa Popolo)
La chiesa di San Bartolomeo è un edificio religioso che si trova nella piccola frazione di Villa Popolo, nel comune di Torricella Sicura, in provincia di Teramo.
Il luogo di culto cattolico, dedicato all'apostolo e martire Bartolomeo, è noto per ospitare al suo interno un ciclo pittorico, eseguito sulle assi in legno del soffitto, paragonabile ai dipinti della cattedrale spagnola di Toledo. Gli autori locali stimano e valutano l'intera opera come di assoluto rilievo del patrimonio artistico seicentesco della diocesi teramana.
La chiesa è inclusa, dal 1902, nell'elenco dei monumenti nazionali italiani.

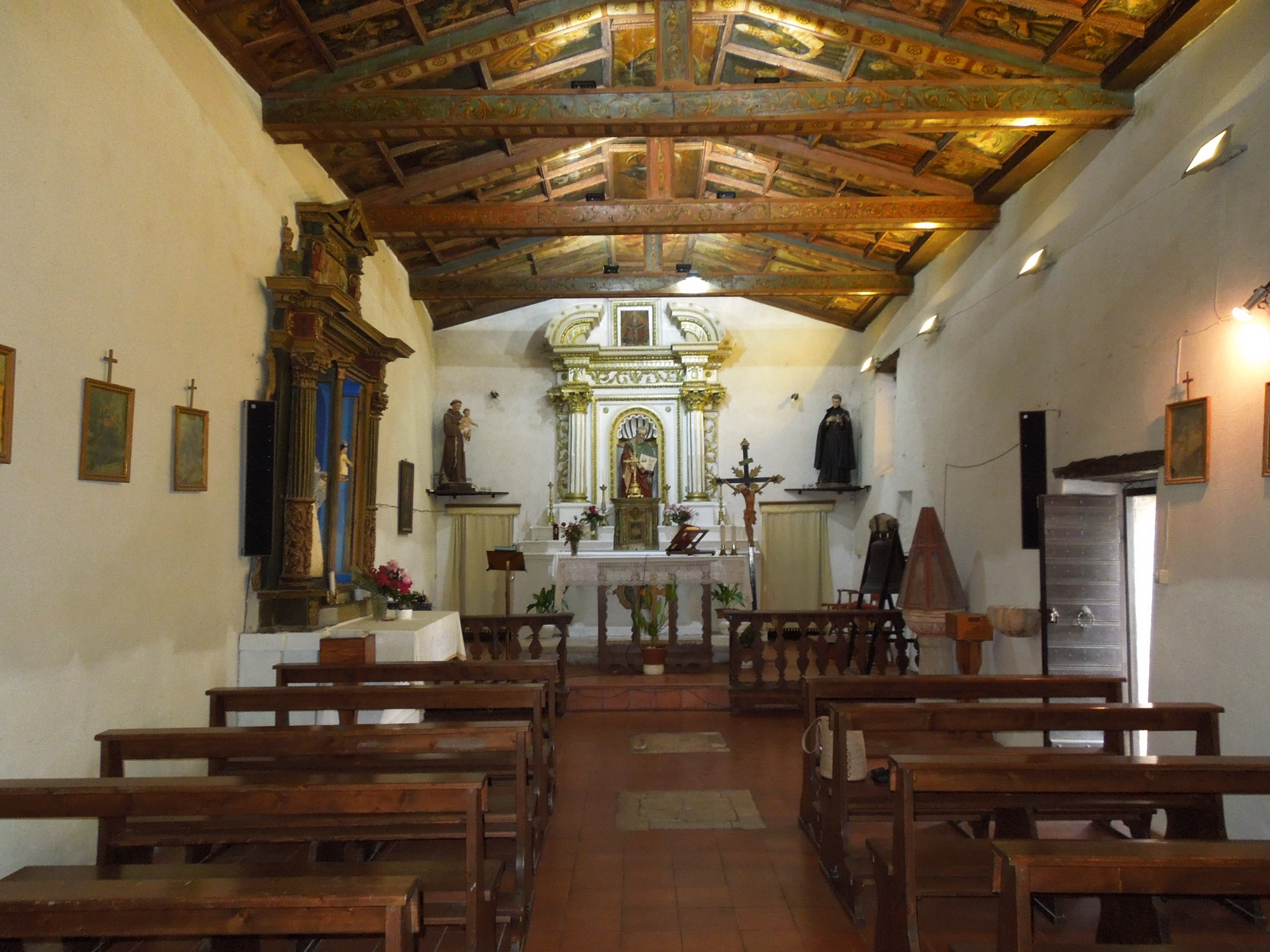
Interno della chiesa di San Bartolomeo.

## Storia
Le fonti non indicano con precisione l'anno di costruzione dell'edificio e risultano silenti e lacunose per lunghi periodi della vita di questa chiesa.
Secondo quanto scritto dallo storico teramano Niccola Palma, la prima menzione della parrocchiale di Villa Popolo si trova nel bollario più antico conservato presso l'Archivio capitolare aprutino dove sono custoditi gli atti pontifici a partire dal 1267, anno in cui era papa Clemente IV. Il 6 novembre di quello stesso anno, la chiesa era annoverata nella collazione del Capitolo di Teramo, come acquisito nel documento in cui i Canonici del Capitolo Aprutino confermavano e riconoscevano l'elezione di Jacopo di Giovanni di Alberto di Joanella a rettore e cappellano della chiesa di «San Bartolomeo de Juanello». In quel tempo, la chiesa era individuata col nome «de Juanello» o «de Juanella» per essere a breve distanza della frazione torricellese di Ioanella.
Un'ulteriore citazione si rintraccia nell'anno 1327 durante il pontificato di Giovanni XXII. Il Palma ricorda due bolle pontificie emanate rispettivamente per l'istituzione di un rettore e per costituire il beneficio ecclesiastico della prebenda per la chiesa parrocchiale di Villa Popolo.
Il 2 aprile 1509, il notaio Matteo Tuzj ha redatto un documento per richiedere la collazione della chiesa di San Bartolomeo al Capitolo Aprutino su domanda del rettore e dei compatroni. Il Palma ricorda, inoltre, una visita pastorale avvenuta a Villa Popolo nel 1583.
Dopo un secolo di silenzio delle fonti documentali appare la data del 1684, riportata sia all'interno e sia all'esterno della fabbrica, a ricordo dell'anno in cui furono eseguiti importanti lavori di restauro.
Con decreto dell'allora ministro dell'interno Oscar Luigi Scalfaro, del 29 novembre 1986, pubblicato sulla Gazzetta Ufficiale della Repubblica Italiana il 21 gennaio 1987, è stata riconosciuta come «ente ecclesiastico civilmente riconosciuto» col nome di San Bartolomeo.

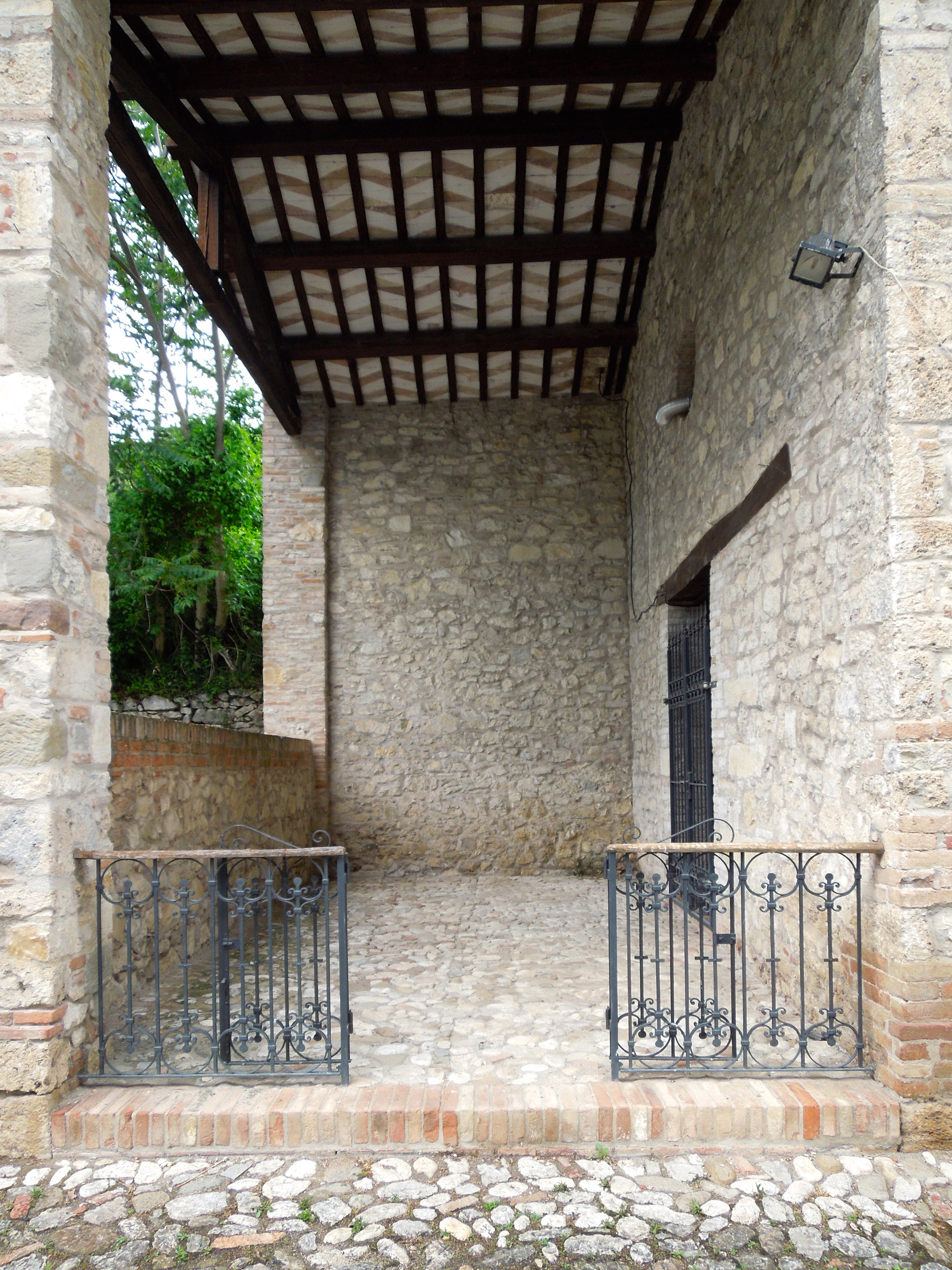
Portico antistante all'ingresso.
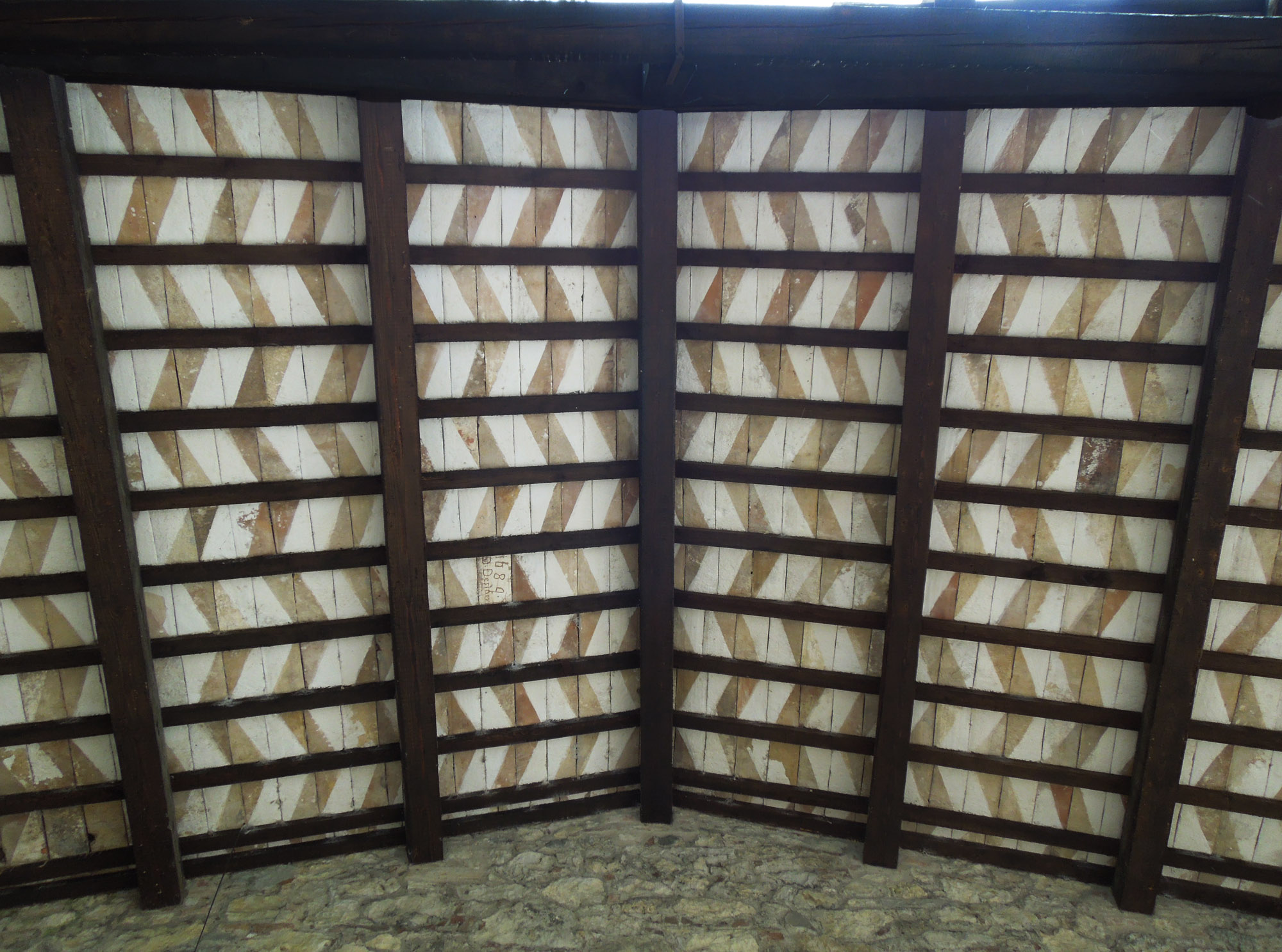
Copertura a mattoni del portico esterno.
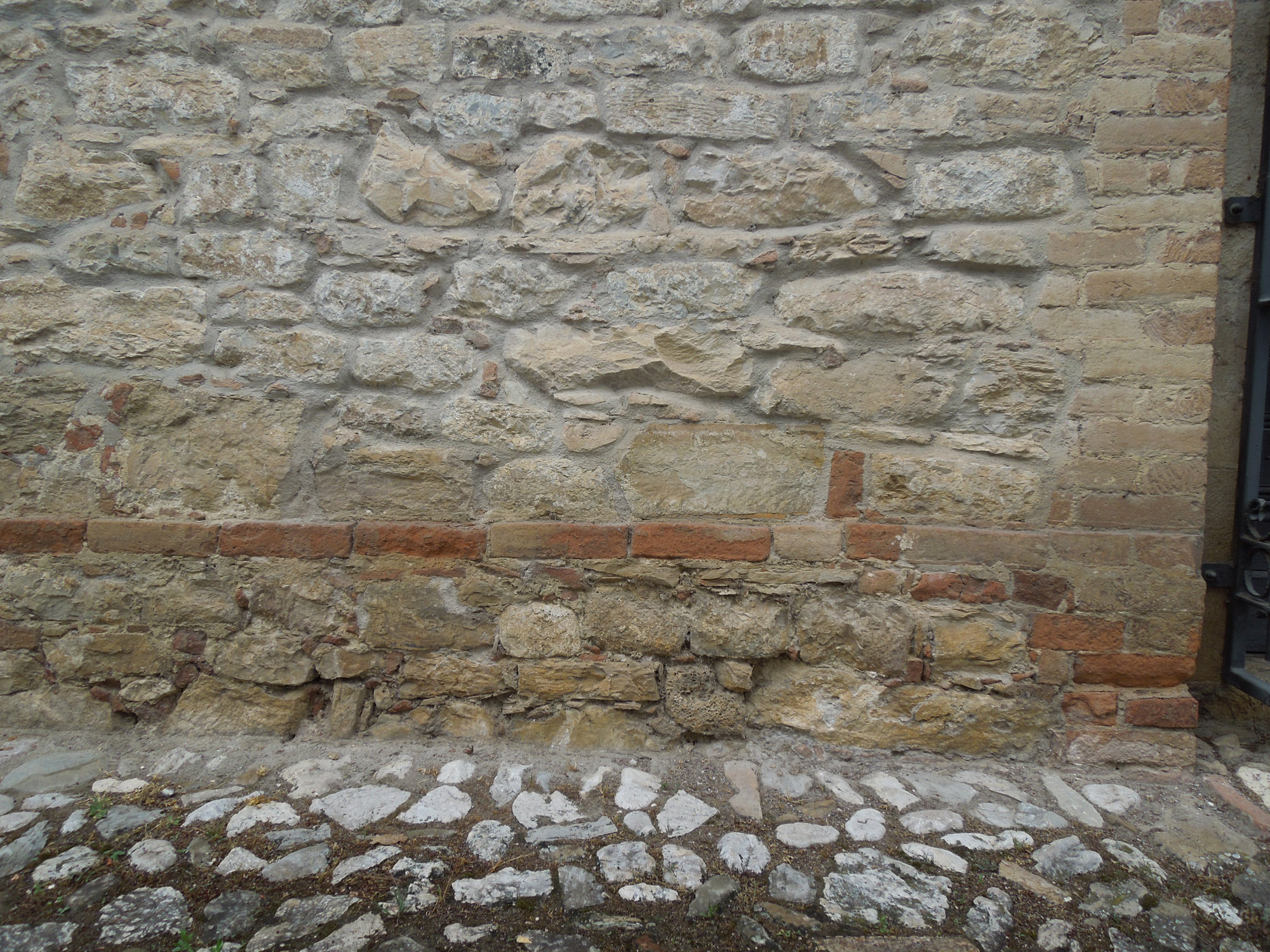
Particolare della muratura.

### Epigrafia
Contribuiscono alla narrazione della storia della chiesa anche le iscrizioni e le epigrafi presenti, lasciate nel corso dei secoli, che tramandano e testimoniano la memoria di date di diversi periodi.
- Sulla campana, in maiuscolo, vi sono le parole: « Sancte Bartolomeo ora pro nobis A(nno). D(omini). 1643»[6]
- Un mattone murato nel soffitto del portichetto di accesso reca inciso: «1684/ D. Desideri»[6]
- Sul soprassoglio dell'ingresso laterale vi è stata scalpellata la data: «1803».
- Nella pavimentazione, la copertura della buca utilizzata per le sepolture reca la data: «1846».

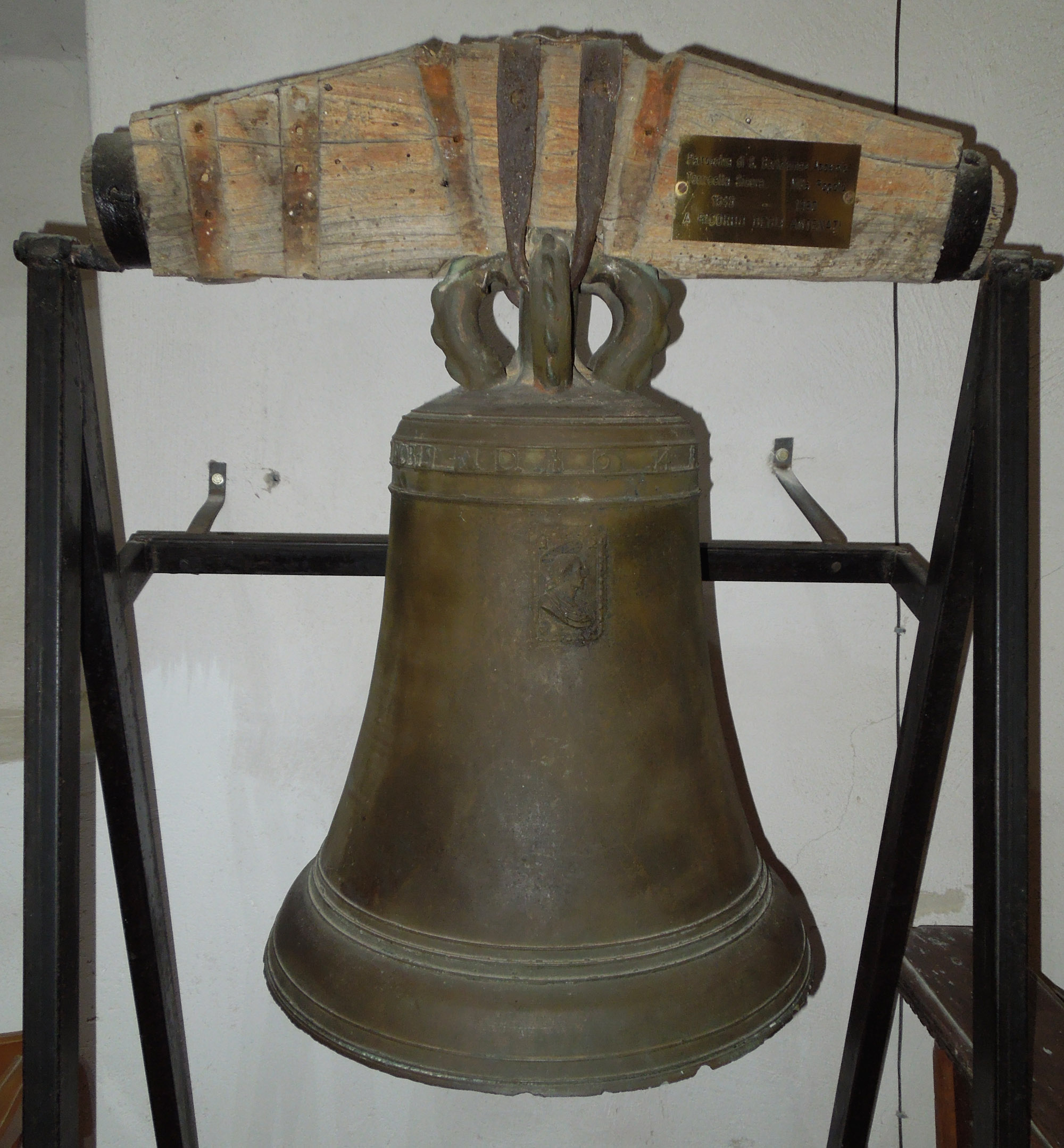
Campana dell'anno 1643, custodita all'interno dell'aula liturgica.
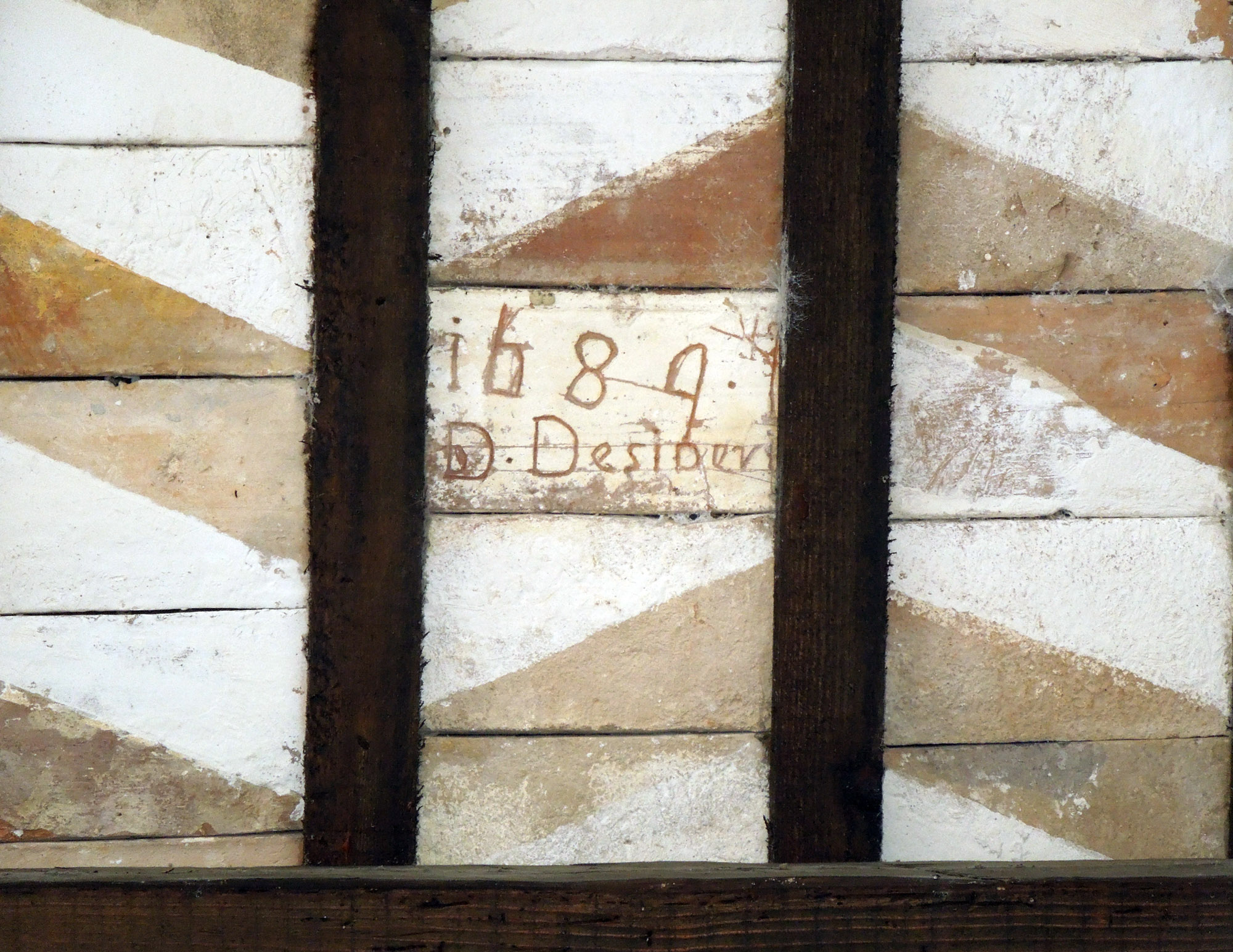
Particolare del mattone della copertura del portico con data e iscrizione: «1684/ D. Desideri».
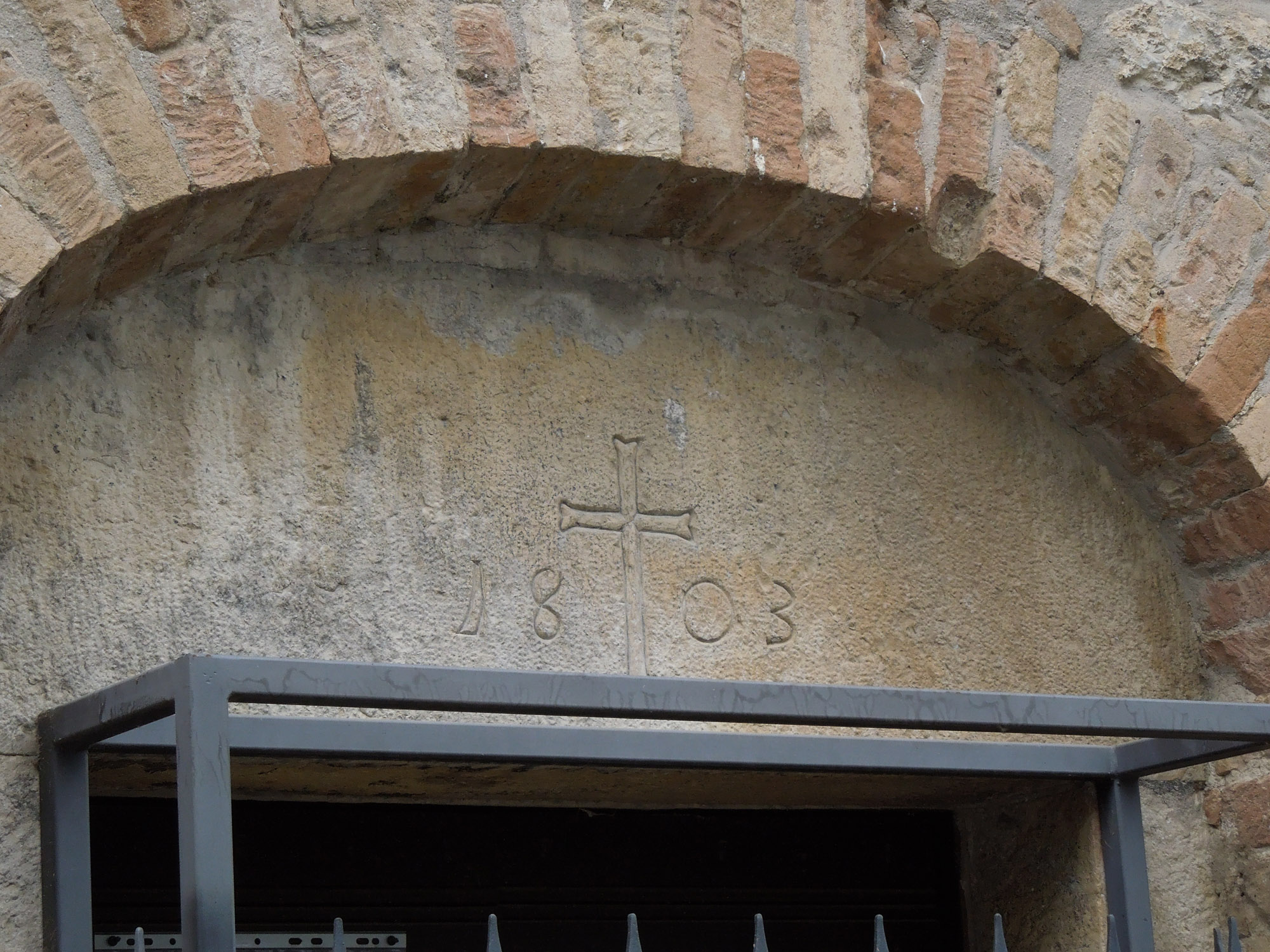
Data 1803, scalpellata nella lunetta dell'ingresso laterale della chiesa.
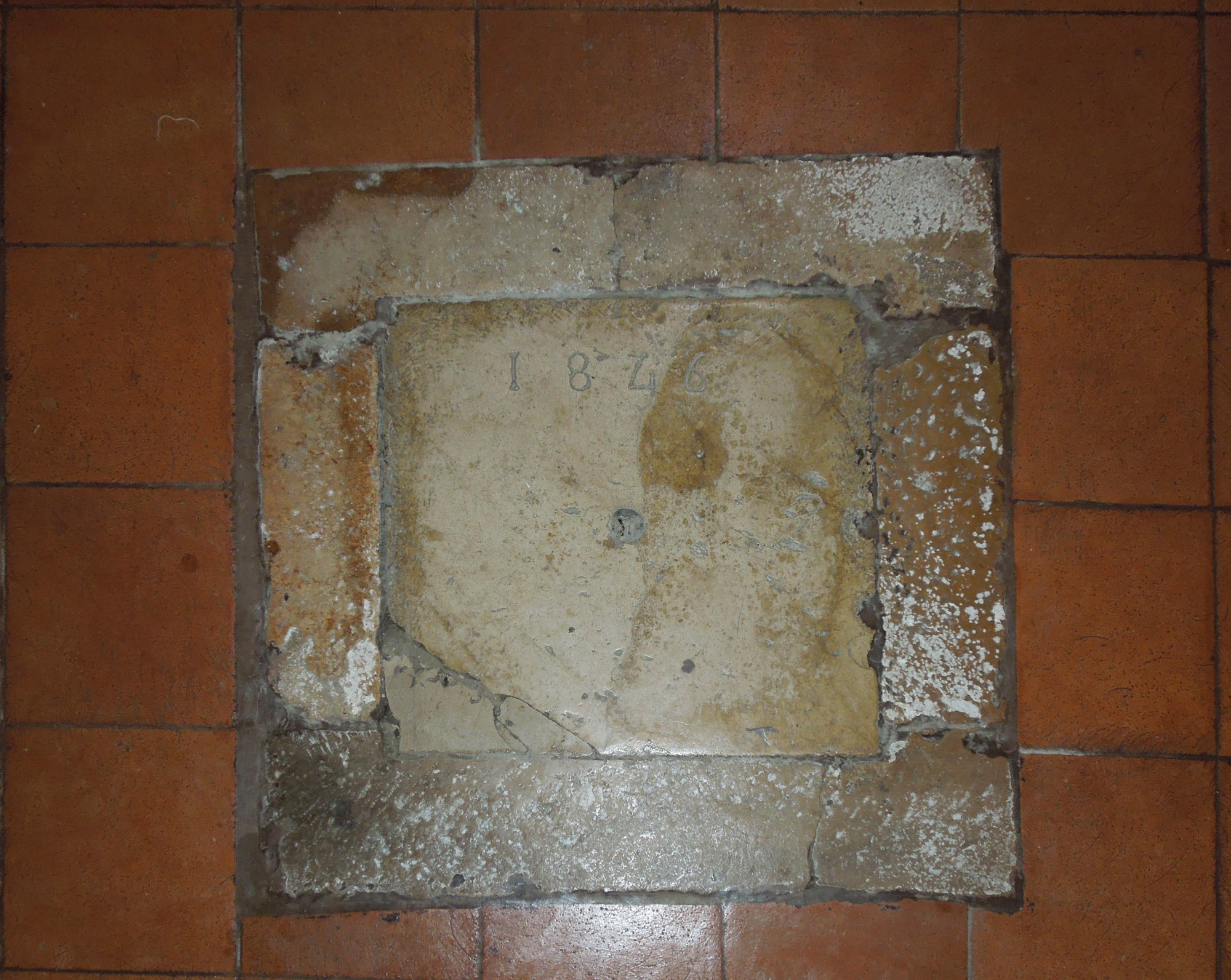
Pietra della pavimentazione con la data 1846.

## Architettura
L'edificio religioso si mostra nel suo aspetto possente e compatto, semplice ed austero, connotato di linee essenziali e privo di elementi decorativi.
La chiesa odierna appare nell'aspetto che le hanno conferito le opere di restauro e sopraelevazione delle pareti, l'aggiunta del portico antistante all'ingresso, coperto da mattoni colorati di bianco e rosso, e la realizzazione del soffitto ligneo dipinto.
La facciata d'ingresso, preceduta dalla piccola loggia, sorretta da due colonne in mattoni a base rettangolare, è aperta da un varco centrale sormontato da un oculo. Il fianco destro presenta tre finestre ed un'altra porta di accesso. Il soprassoglio di questa apertura laterale reca incisa la data 1803.
L'osservazione della diversa composizione dell'apparato murario rivela la stratificazione di diverse lavorazioni ed impiego delle pietre corrispondenti alla diversa epoca di posa in opera delle pareti. La porzione di muratura più bassa evidenzia infatti la presenza di pietre più piccole e non lavorate.
L'aula liturgica si apre in un unico spazio rettangolare, privo di abside, coperto dal soffitto dipinto. All'interno sono presenti un fonte battesimale con vasca e copertura lignea databili nel XV secolo, un'acquasantiera lobata, due altari barocchi. L'altare maggiore, in stucco, dedicato a san Bartolomeo, segue il gusto di un tardo Seicento, mentre l'altro ligneo risulta un'opera collocabile tra la fine del XVI e l'inizio del XVII secolo. Sulla modanatura della cimasa di quest'ultimo compare lo stemma della famiglia Forti costituito dallo «scudo ovale con sostegni e lambrecchini, al leone su tre monti all'italiana traguardante una stella.» Nella parete interna di destra è stata ricavata una nicchia che fungeva da armadietto per la conservazione degli oli sacri.

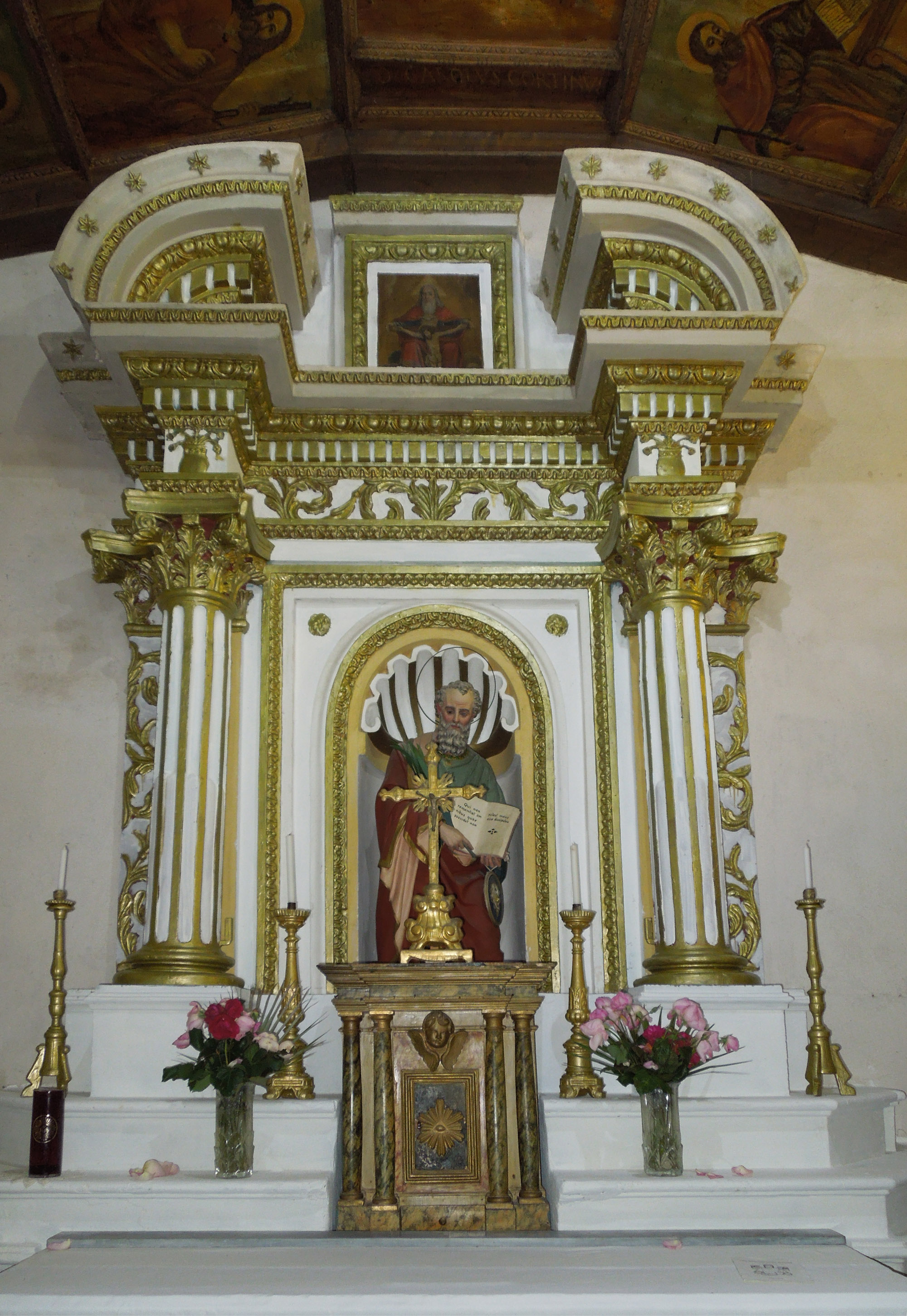
Altare maggiore.
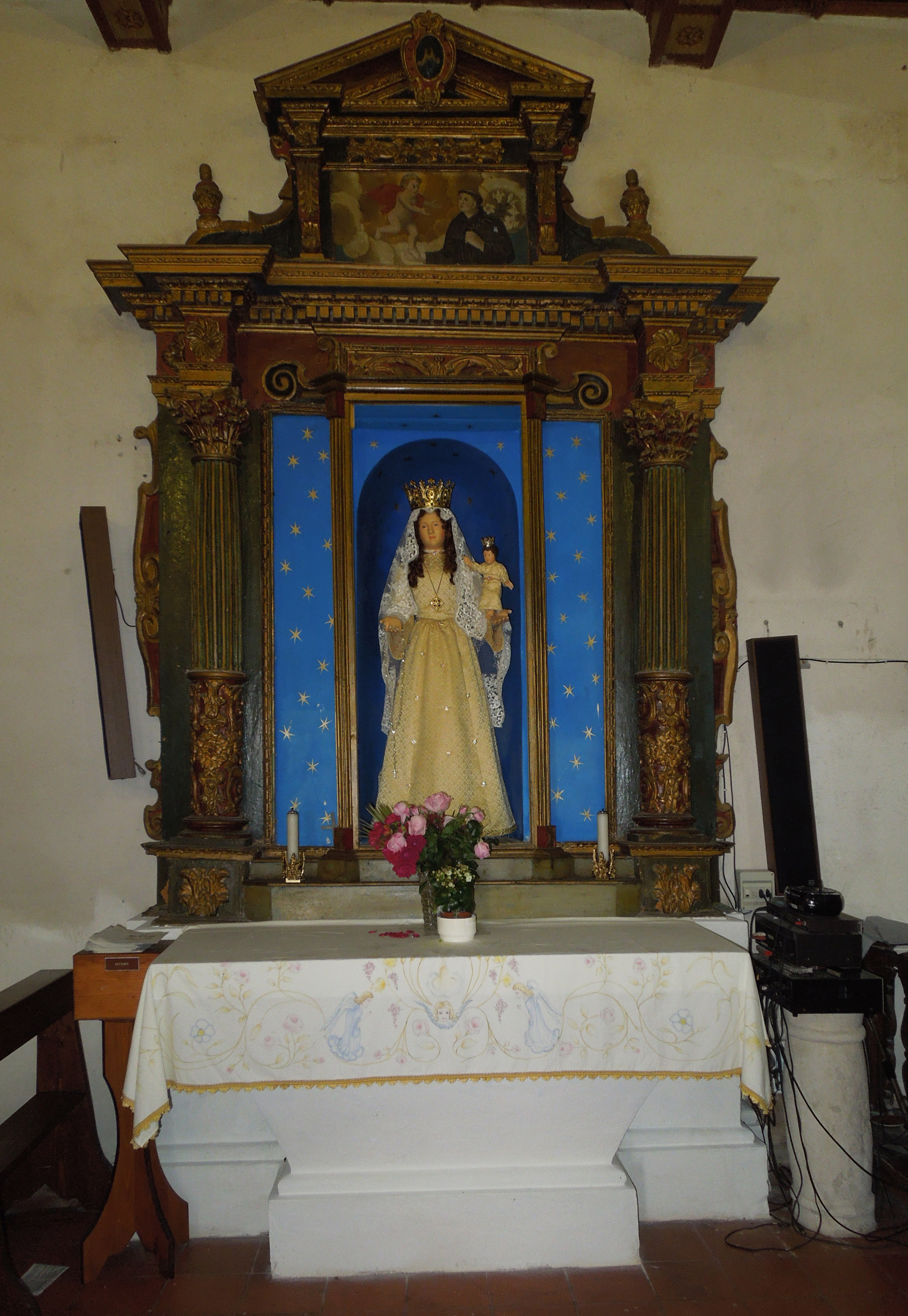
Altare laterale.
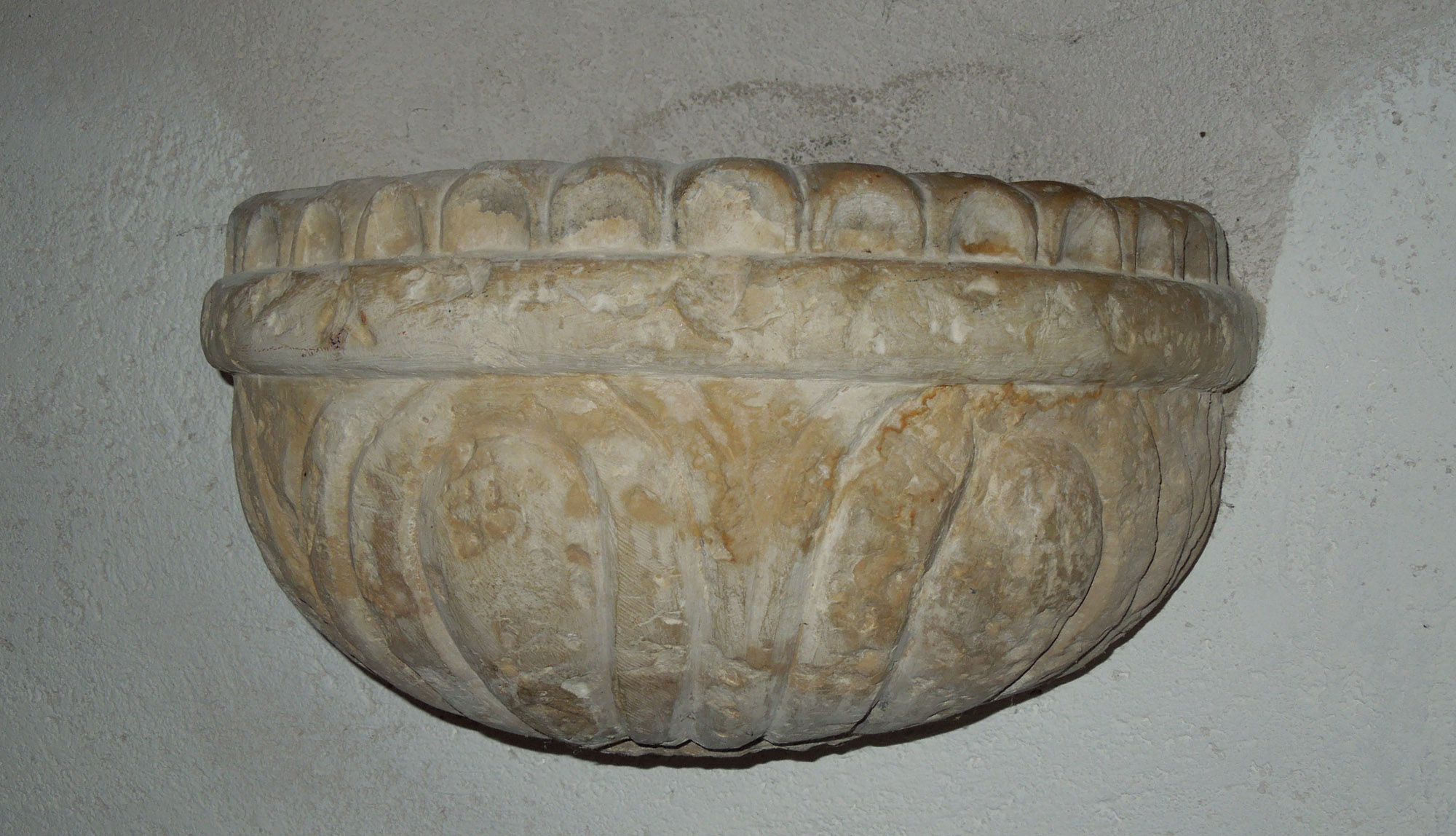
Acquasantiera.
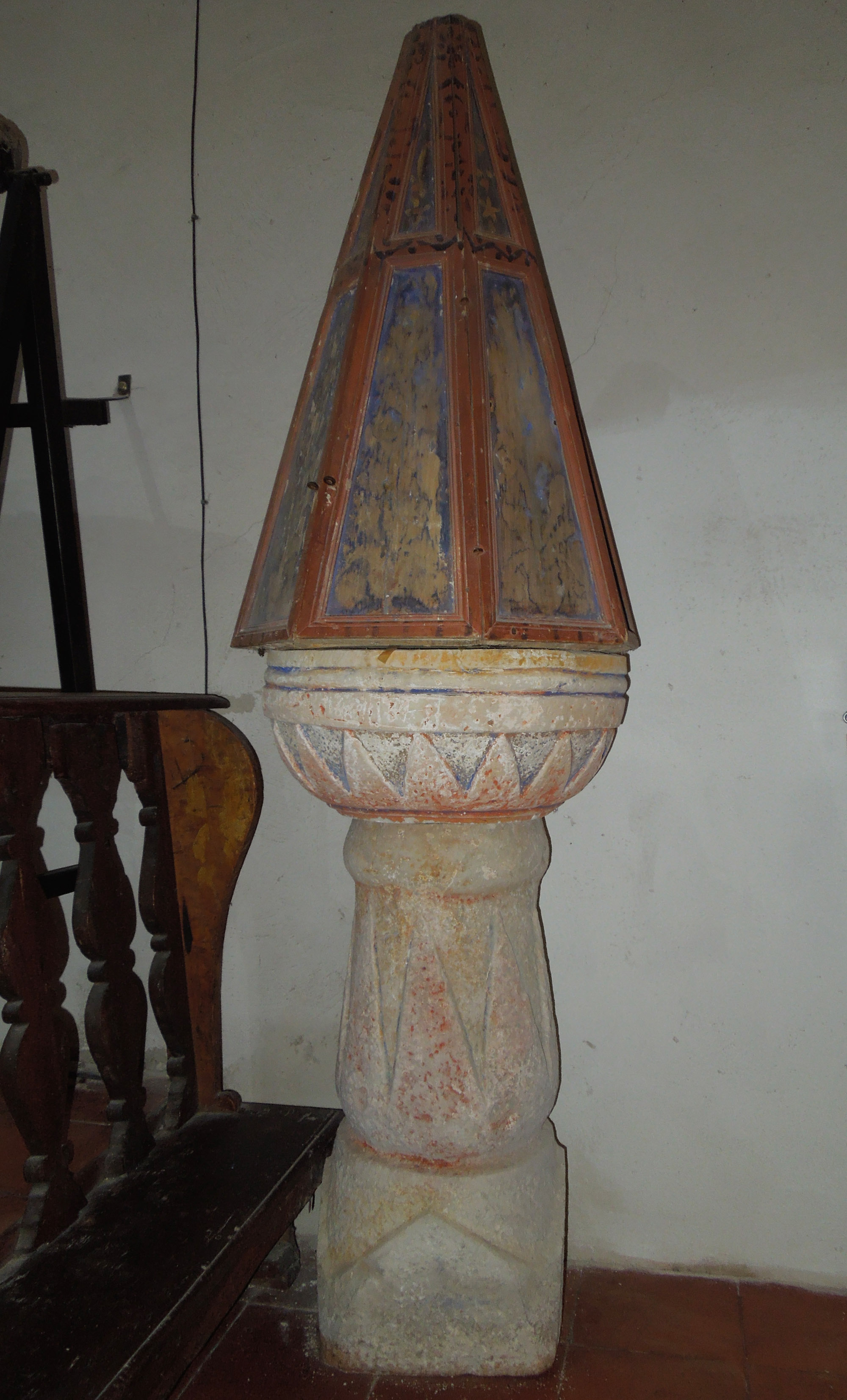
Fonte battesimale con decorazioni geometriche.
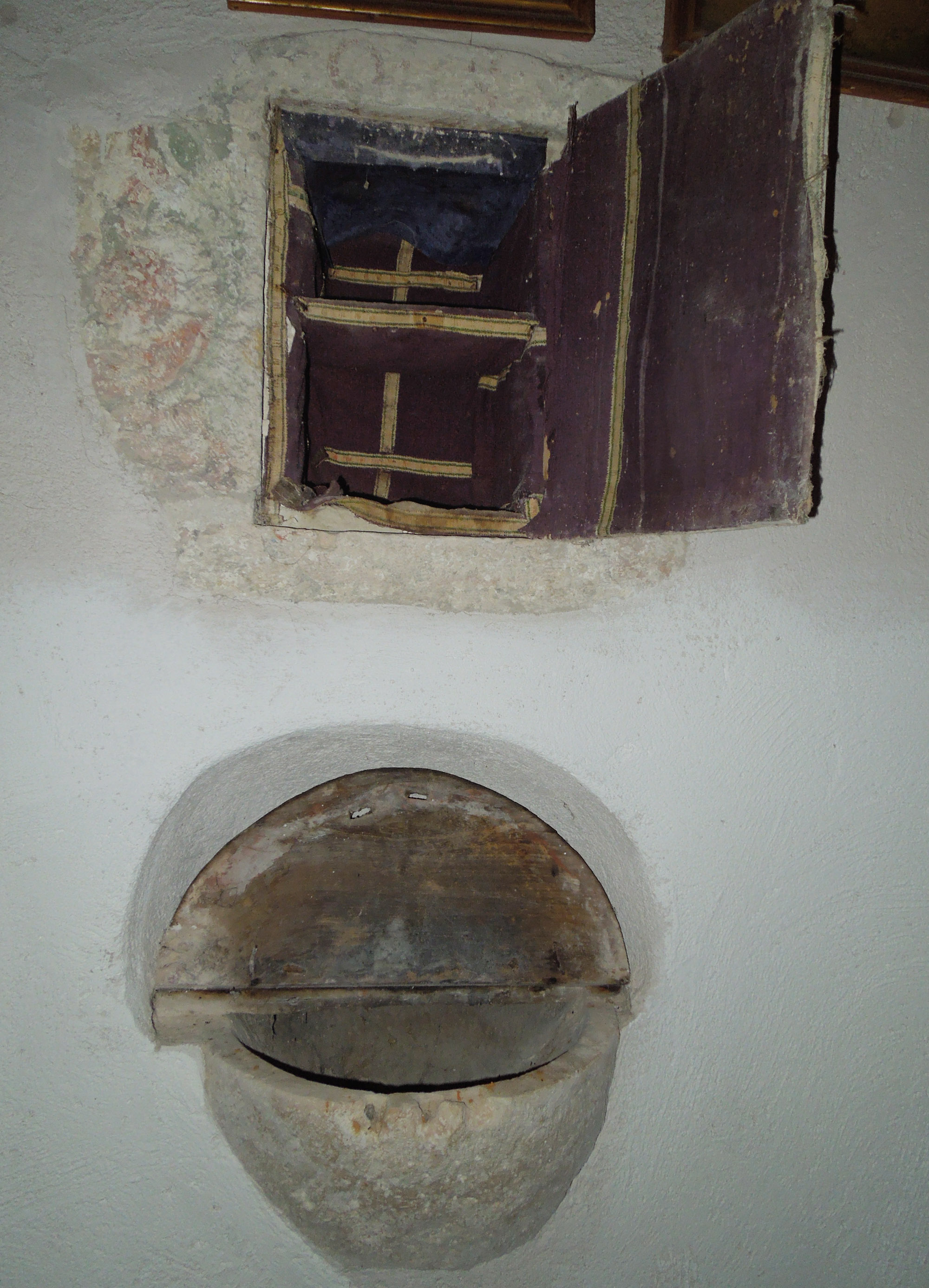
Buca del muro per la custodia degli Oli Sacri.

### Il soffitto ligneo dipinto

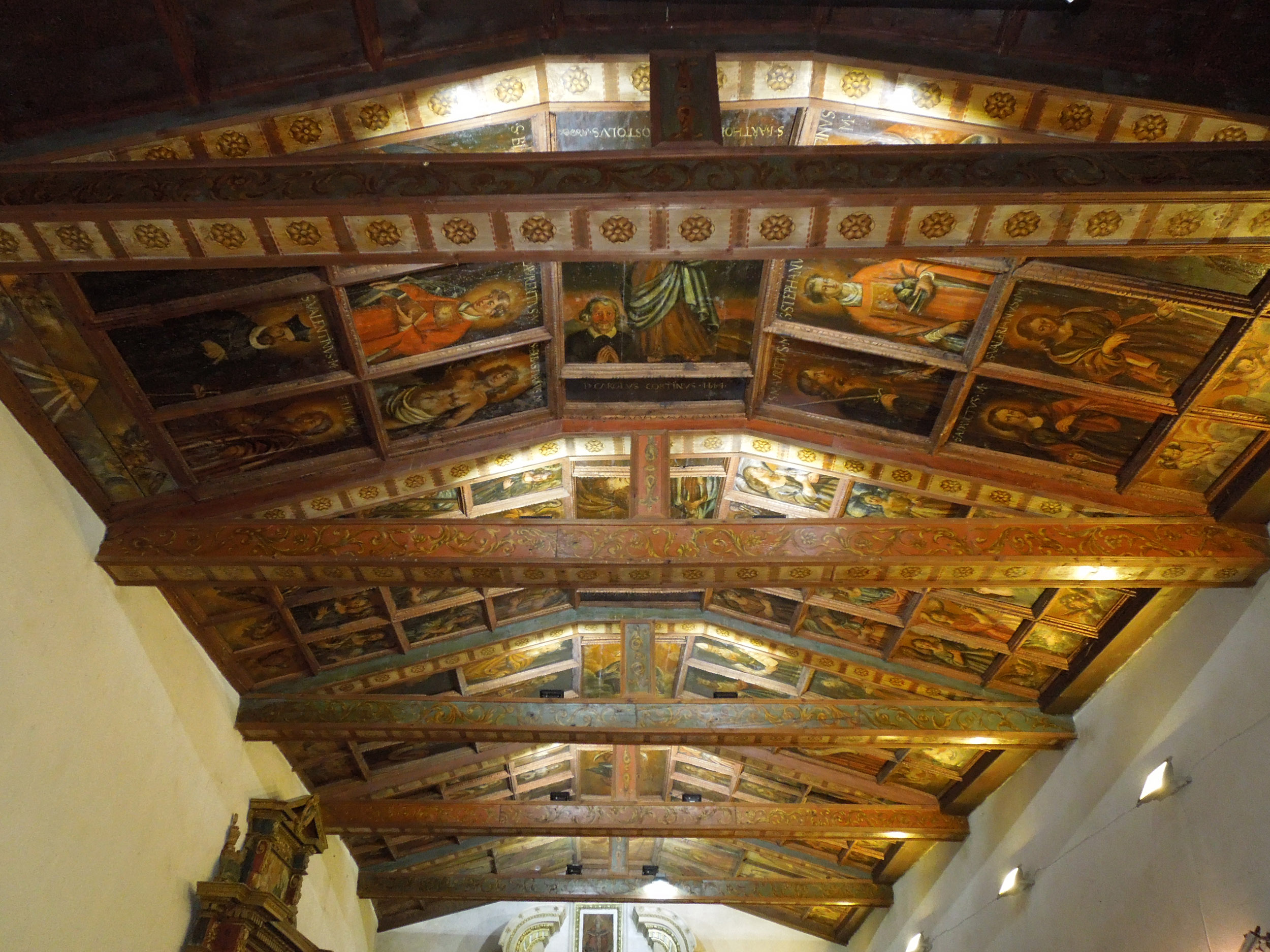
Soffitto ligneo dipinto.

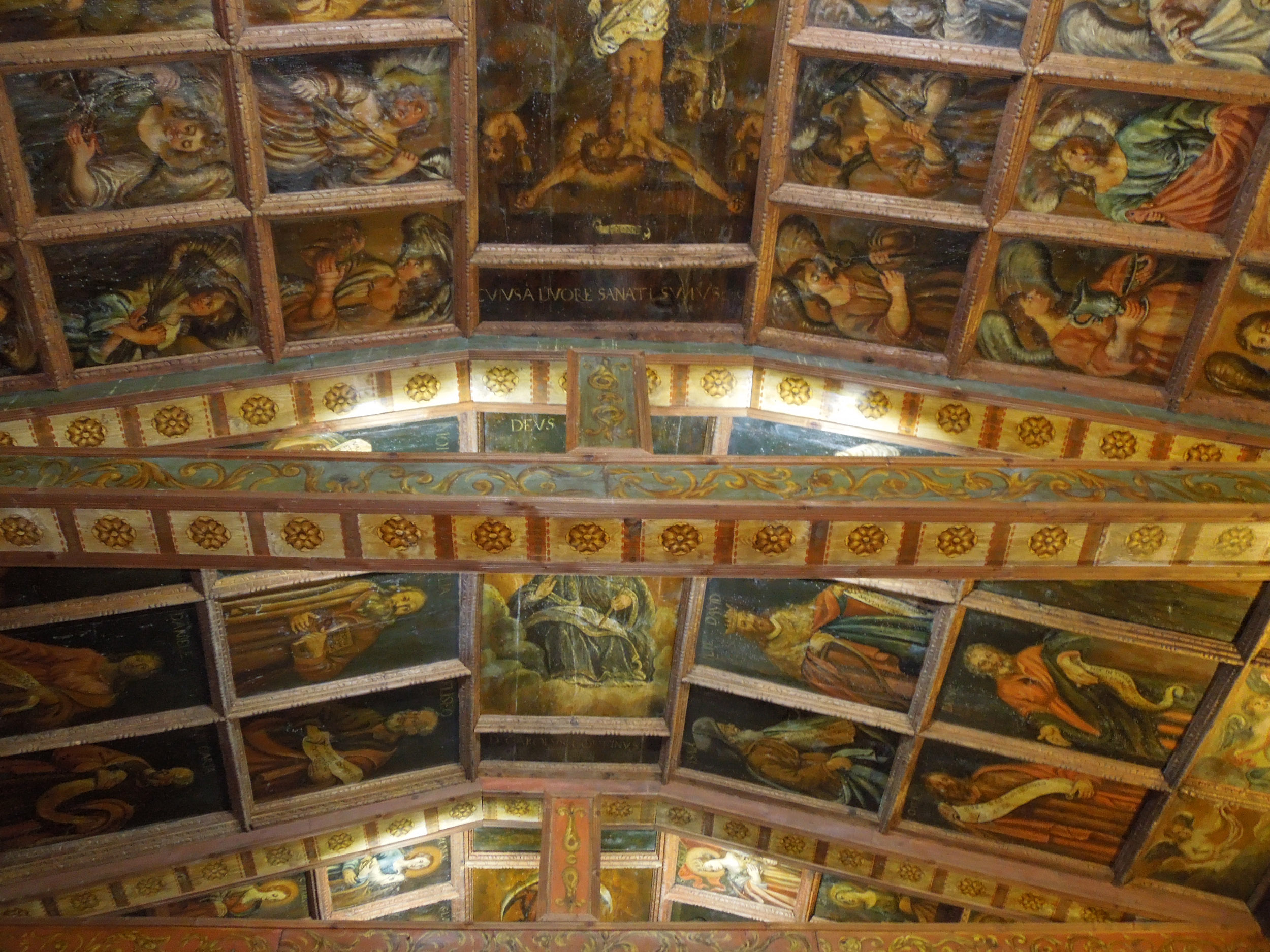
Particolare del soffitto ligneo tra la seconda e la terza campata.

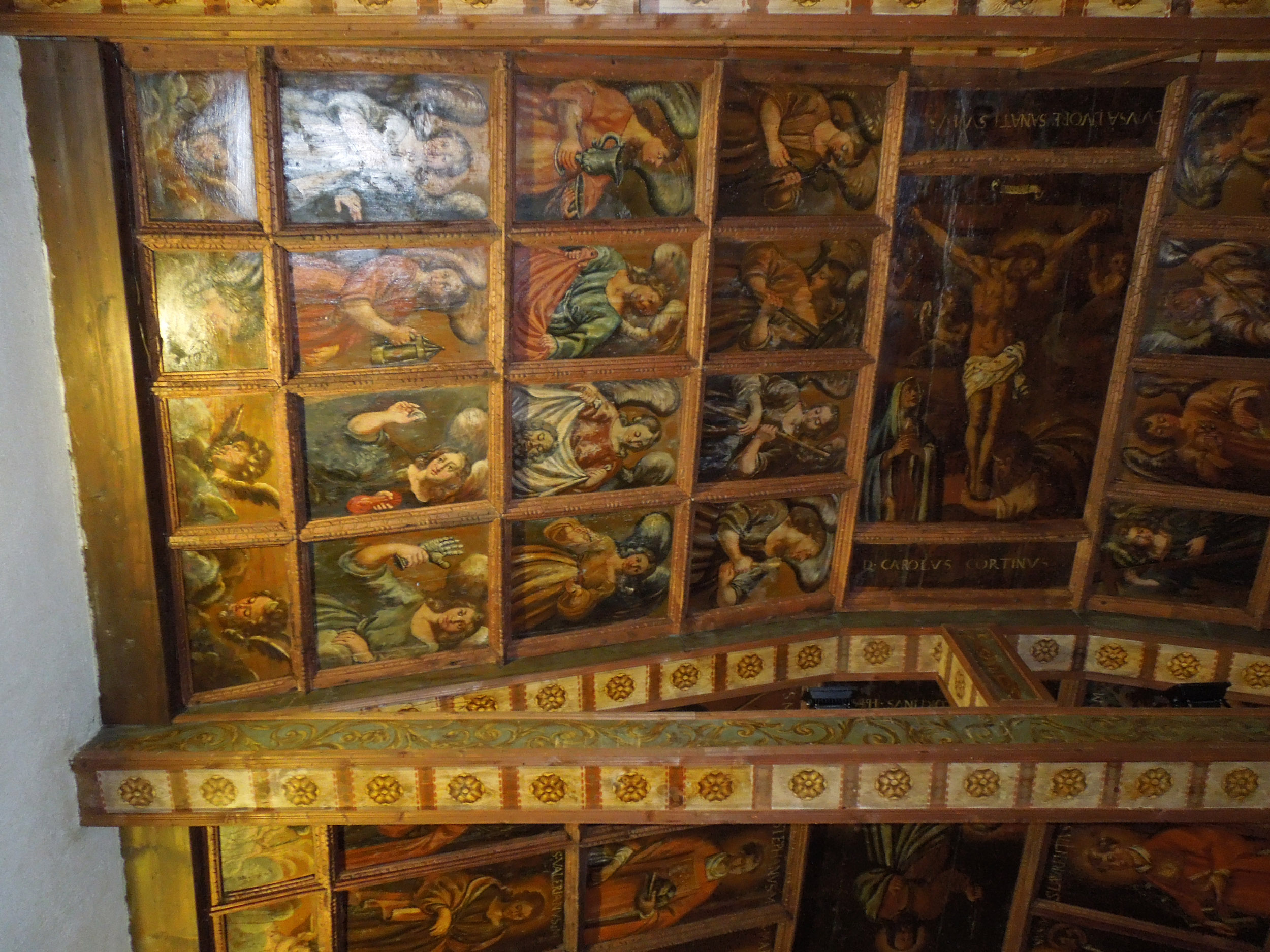
Particolare dello spiovente destro della seconda campata del soffitto.

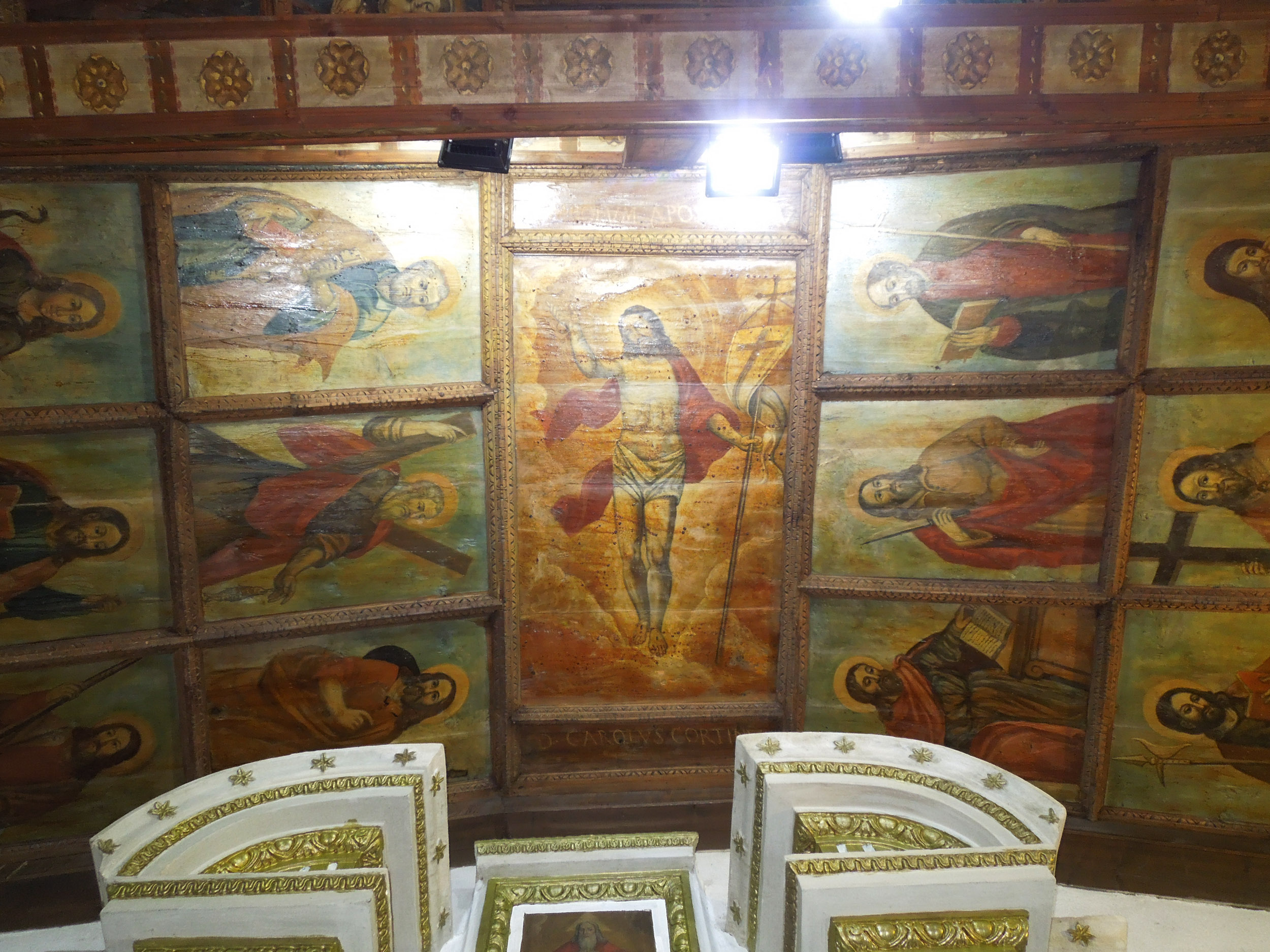
Particolare della quinta campata dipinta sul finire del XIX secolo.

Il soffitto di questa chiesa si compone di 5 campate che accolgono, complessivamente, oltre 100 tavole di legno, ognuna dipinta ed inserita tra le travi adornate che sorreggono la copertura dell'aula liturgica.
Il ciclo pittorico delle prime 4 campate è stato eseguito nell'anno 1684 e per la sua peculiare originalità riveste l'importanza di un significativo documento storico e artistico legato agli eventi che si verificarono nel territorio teramano in quel periodo. I dipinti della quinta campata sono stati realizzati nel corso del XIX secolo e si distaccano dall'uniformità dello stile e dell'esecuzione dagli altri. Le fonti non forniscono scritture, documenti o carte di contratti che possano dare indicazioni su chi siano stati l'autore e il committente del ciclo pittorico più antico, perché non è stato reperito alcun atto di pagamento o di conferimento dell'incarico.
Nerio Rosa, come altri autori locali, tra i quali Niccola Palma, per delineare la fisionomia artistica dell'esecutore, ricorda l'ipotesi secondo cui il Dominus Carolus Cortinus, citato anche come don Carlo Cortino, rettore e prebendatario della chiesa, abbia dato incarico ad un pittore-soldato, proveniente da Toledo e giunto nel territorio al seguito di una campagna militare contro il banditismo. Fu proprio in quel periodo che la zona fu assaltata dai briganti e, nel novembre dello stesso anno, che nella diocesi teramana si pose fine alla lotta contro il brigantaggio e si tenne in Teramo la Regia Udienza per far diventare la città capoluogo di provincia.
La mano di un pittore-soldato spagnolo spiegherebbe la preparazione tecnica e la formazione culturale riferibili al gusto seicentesco spagnolo dell'artista che si dedicò alla decorazione alle tavole. La modularità che scandisce la lettura di questi dipinti è la disposizione delle raffigurazioni sugli spioventi del tetto, poste a contorno della centrale, di maggiori dimensioni, commentata da iscrizioni e riferimenti biblici.
- Nella prima campata si trova la figura dominante di san Bartolomeo che reca in mano il coltello, emblema del suo martirio, contornata da 12 immagini martiri militari. Nella tavola centrale, oltre al santo cui è dedicata la chiesa, vi è rappresentato anche don Carlo Cortino.[10]
- Nella seconda campata è rappresentato il tema della Crocifissione. Il dipinto centrale ritrae con Gesù crocifisso, mentre la Madonna e Maria Maddalena si trovano ai piedi della croce. Le tavole che contornano quella centrale raffigurano angeli che portano i simboli della Passione.[10]
- Nella terza campata si trova Dio Padre Onnipotente, assiso in trono, circondato da dodici Profeti e Padri della Chiesa.[10]
- Nella quarta campata è rappresentata l'Immacolata Concezione con 24 sante Vergini e Martiri.[10]
- Nella quinta campata, eseguita sul finire del XIX secolo, è rappresentato il Cristo Risorto circondato dai dodici apostoli.[10]